# Mộng Hồ Điệp
Mộng Hồ Điệp (tiếng Thái: คุณชาย; RTGS: Khun Chai, tiếng Anh: To Sir, With Love) là bộ phim truyền hình Thái Lan được sản xuất bởi One 31 với sự góp mặt của các diễn viên chính Thanapat Kawila, Rachata Hampanont, Kitsakorn Kanogtorn, Saksit Tangthong, Piyathida Mittiraroch, Panward Hemmanee, Camilla Kittivat Kirn. Bộ phim được phát sóng vào thứ hai và thứ ba hằng tuần trên kênh One 31 từ ngày 3 tháng 10 đến 28 tháng 11 năm 2022. Bộ phim nói về một mối tình cùng giới (trong phim sử dụng là đoạn tụ (tiếng Trung: 断袖; bính âm: duànxiù)). Bộ phim nhận được nhiều sự chú ý trước khi phát sóng vì chủ đề mới lạ và đón nhận nhiều phản hồi tốt sau khi phát sóng.
Mộng Hồ Điệp là bộ phim truyền hình tình cảm boy love Thái Lan đầu tiên được lên sóng truyền hình ở Việt Nam trên kênh TodayTV vào lúc 20h00 từ thứ 2 đến thứ 7 hàng tuần, bắt đầu từ 14/08/2023 đến 18/09/2023 với 29 tập bản lồng tiếng Việt và phát lại vào lúc 11h00 từ thứ 2 đến thứ 7 hàng tuần bắt đầu từ ngày 22/3/2024 đến ngày 25/04/2024 trên kênh HTV7.

## Nội dung
Năm 1931, 5 dòng họ thương nhân gốc Hoa ở Xiêm La đã trở nên giàu có nhờ vào việc kinh doanh đã cùng nhau thành lập Thương hội Ngũ Long. Người đứng đầu và có quyền quyết định của thương hội là Lão gia Song. Ông có tài trong việc quản lý và kinh doanh, nhưng nội bộ trong gia đình dần trở nên chao đảo bởi phu nhân Li và người con trai cả Tian, vợ thứ Jan và người con trai thứ Yang và vợ hầu Bua.
Trong gia đình người Hoa, nam nhân được đề cao. Tian là bộ mặt của gia đình, người sẽ tạo nên thành công cho dòng tộc Song, người sẽ kế vị người đứng đầu Thương hội Ngũ Long.
Nhưng tình yêu nam-nam bị cản trở trong văn hóa người gốc Hoa lúc bấy giờ.

## Diễn viên

### Diễn viên chính
Danh sách diễn viên chính trong phim:
- Thanapat Kawila vai Tian (天)[6]

Đại thiếu gia gia tộc Song. Vốn không có ý định thừa kế gia tộc, từ nhỏ đã biết mình là đoạn tụ.
- Rachata Hampanont vai Jiu (州)

Người tình cùng giới của Tian. Trở thành sát thủ cho cho Lão gia Ma để chữa bệnh cho em gái.
- Kitsakorn Kanogtorn vai Yang (阳)

Em trai cùng cha khác mẹ của Tian, nhị thiếu gia gia tộc Song,vô cùng yêu quý anh trai
- Saksit Tangthong vai Lão gia Song (宋老爷)

Cha của Tian và Yang, chủ gia tộc Song và Thương hội Ngũ Long.
- Piyathida Mittiraroch vai Li (李)

Phu nhân của gia tộc Song, vợ của Lão gia Song. Người đã dùng mọi thủ đoạn để che giấu Tian là đoàn tụ.
- Panward Hemanee vai Jan (珍)

Nhị vợ của Lão gia Song, mẹ của Yang. Dùng mọi thủ đoạn để điều tra bí mật của Tian nhằm để Yang-con trai của bà trở thành người thừa kế
- Camilla Kittivat Kirn vai Phin (迎娉)

Tiểu thư quý tộc, vị hôn thê của Tian vì muốn thế chấp dinh thự cho Phu nhân Li để cứu gia đình mình.

### Diễn viên phụ
- Somchai Khemklad vai Lão gia Ma (馬爷)

Một trong những thành viên Thương hội Ngũ Long, người đã tìm cách chiếm vị trí đứng đầu thương hội.
- Rhatha Phongam vai phu nhân Xiao Tong (蔡晓彤)

Một trong những thành viên Thương hội Ngũ Long
- Mayurin Pongpudpunth vai Bua (荷花)

Vợ hầu của Lão gia Song, vì hiếm muộn không có con nên nhận Tian và Yang làm con nuôi.
- Prima Ratchata vai A Jia (阿嘉)

Người hầu của phu nhân Li, người thông thạo dược liệu
- Tee Doksadao vai Ah Pao (阿宝)

Trợ lý Lão gia Song.
- Phichaya Tippala vai Mat (阿曼)

Tay sai của phu nhân Xiao Tong gửi đến làm người hầu nhà Lão gia Song.

### Khách mời
- Wattana Kumthorntip vai Lão gia Zhang (张爷)

Một trong những thành viên Thương hội Ngũ Long, người đã bị phát hiện là đoàn tụ và tự sát trước mặt Lão gia Song.
- Pattarapol Kantapoj vai Tong (童)

Quản đốc của gia tộc Song, người bị giết chết sau khi biết bí mật của thiếu gia Tian.
- Nat Thewphaingam vai Phoj

Người tình cùng giới của Lão gia Zhang.

## Nhạc phim
| STT | Nhan đề                             | Phổ lời                                         | Phổ nhạc         | Ca sĩ | Thời lượng |
| --- | ----------------------------------- | ----------------------------------------------- | ---------------- | --- | ---------- |
| 1.  | "Just Love Enough" (Bài hát mở đầu) | Arunpong Chaiwinit（Dew）                       | Panust Nakrumpai | Sarunyu Winaipanit (Ice) - Bản lời Việt do Nam Thành phổ lời và Triệu Lộc trình bày với tựa đề Chỉ cần ta yêu nhau là đủ |            |
| 2.  | "True Love" (Bài hát kết thúc)      | Lời tiếng Hoa: Chawarin Perdpiriyawong（NuNew） | NuNew            | NuNew - Bản lời Việt do Nam Thành phổ lời và Lê Quốc Anh trình bày với tựa đề Chân tình                                  |            |

## Đánh giá
Trong bảng dưới đây, màu xanh dương biểu thị rating thấp nhất và màu đỏ biểu thị rating cao nhất.
| Tập No.          | Ngày phát sóng       | Khung giờ (UTC+07:00) | Tỉ lệ đánh giá trung bình | Tham khảo |
| ---------------- | -------------------- | --------------------- | ------------------------- | --------- |
| 1                | 3 tháng 10 năm 2022  | Thứ Hai 20:30         | 1,660                     | [ 7 ]     |
| 2                | 4 tháng 10 năm 2022  | Thứ Ba 20:30          | 0,986                     | [ 7 ]     |
| 3                | 10 tháng 10 năm 2022 | Thứ Hai 20:30         | 1,423                     | [ 7 ]     |
| 4                | 11 tháng 10 năm 2022 | Thứ Ba 20:30          | 1,647                     | [ 7 ]     |
| 5                | 17 tháng 10 năm 2022 | Thứ Hai 20:30         | 1,338                     | [ 7 ]     |
| 6                | 18 tháng 10 năm 2022 | Thứ Ba 20:30          | 1,614                     | [ 7 ]     |
| 7                | 24 tháng 10 năm 2022 | Thứ Hai 20:30         | 1,652                     | [ 7 ]     |
| 8                | 25 tháng 10 năm 2022 | Thứ Ba 20:30          | 2,061                     | [ 7 ]     |
| 9                | 31 tháng 10 năm 2022 | Thứ Hai 20:30         | 1,861                     | [ 7 ]     |
| 10               | 1 tháng 11 năm 2022  | Thứ Ba 20:30          | 2,155                     | [ 7 ]     |
| 11               | 7 tháng 11 năm 2022  | Thứ Hai 20:30         | 2,148                     | [ 7 ]     |
| 12               | 8 tháng 11 năm 2022  | Thứ Ba 20:30          | 1,60                      | [ 8 ]     |
| 13               | 14 tháng 11 năm 2022 | Thứ Hai 20:30         | 2,02                      | [ 8 ]     |
| 14               | 15 tháng 11 năm 2022 | Thứ Ba 20:30          | 2,10                      | [ 8 ]     |
| 15               | 21 tháng 11 năm 2022 | Thứ Hai 20:30         | 2,40                      | [ 8 ]     |
| 16               | 22 tháng 11 năm 2022 | Thứ Ba 20:30          | 2,820                     | [ 9 ]     |
| 17               | 28 tháng 11 năm 2022 | Thứ Hai 20:30         | 2,383                     | [ 10 ]    |
| Tỉ lệ trung bình | Tỉ lệ trung bình     | Tỉ lệ trung bình      | 1.875                     | 1         |

^1  Dựa trên tỷ lệ rating trung bình mỗi tập.

## Giải thưởng và đề cử
| Năm  | Giải thưởng                     | Hạng mục                                                   | Đề cử                  | Kết quả   |
| ---- | ------------------------------- | ---------------------------------------------------------- | ---------------------- | --------- |
| 2023 | Sanook สุดจัด ที่สุดแห่งปี 2022        | Sê ri - Phim truyền hình xuất sắc năm 2022                 | To Sir, With Love      | Đoạt giải |
| 2023 | ไทยรัฐที่สุดแห่งปี 2022               | Phim truyền hình xuất sắc năm 2022                         | To Sir, With Love      | Đoạt giải |
| 2023 | Thailand Social Award ครั้งที่ 11   | Phim truyền hình Thái Lan (Giải phim truyền hình Thái Lan) | To Sir, With Love      | TOP5      |
| 2023 | TOTY Music Awards 2022          | Nhạc phim phổ biến                                         | "True Love"            | Đoạt giải |
| 2023 | Kom Chad Luek Awards lần thứ 19 | Nữ diễn viên phụ xuất sắc                                  | Piyathida Mittiraroch  | Đề cử     |
| 2023 | Kom Chad Luek Awards lần thứ 19 | Nam diễn viên phụ xuất sắc nhất                            | Kitsakorn Kanogtorn    | Đề cử     |
| 2023 | Kom Chad Luek Awards lần thứ 19 | Nam diễn viên chính xuất sắc nhất                          | Thanapat Kawila        | Đoạt giải |
| 2023 | Kom Chad Luek Awards lần thứ 19 | Đạo diễn xuất sắc nhất                                     | Worawit Khuttiyayothin | Đề cử     |
| 2023 | Kom Chad Luek Awards lần thứ 19 | Bộ phim truyền hình xuất sắc                               | To Sir, With Love      | Đề cử     |
| 2023 | SIAMRATH ONLINE AWARD 2023      | Nhạc phim phổ biến                                         | "True Love"            | Đoạt giải |
| 2023 | SIAMRATH ONLINE AWARD 2023      | Phim truyền hình xuất sắc                                  | To Sir, With Love      | Đoạt giải |
| 2023 | KAZZ AWARDS 2023                | Phim truyền hình xuất sắc của năm                          | To Sir, With Love      | Đoạt giải |
| 2023 | MAYA TV AWARDS 2023             | Đạo diễn phim truyền hình của năm                          | Worawit Khuttiyayothin | Đoạt giải |
| 2023 | MAYA TV AWARDS 2023             | Nhạc phim của năm                                          | "True Love"            | Đoạt giải |
| 2023 | Giải thưởng Ngôi Sao Xanh 2023  | Phim nước ngoài được yêu thích nhất                        | To Sir, With Love      | Đoạt giải |
|      | Giải thưởng Ngôi Sao Xanh 2023  | Nam diễn viên phim nước ngoài được yêu thích nhất          | Rachata Hampanont      | Đoạt giải |